# Test Moro
Test Moro – forma próby tuberkulinowej, która ma na celu stwierdzenie czy dana osoba miała kontakt z prątkami gruźlicy. Wykonuje się go poprzez podanie naskórne tuberkuliny, a następnie po pewnym czasie obserwuje się rozmiar odpowiedzi immunologicznej i na podstawie wielkości odczynu alergicznego odczytuje się wynik próby.

Przeczytaj ostrzeżenie dotyczące informacji medycznych i pokrewnych zamieszczonych w Wikipedii.